# 奉化区人民医院
奉化区人民医院是位于中国浙江省宁波市奉化区的一所公立综合性医院，医院前身为创立于1930年的奉化公立医院和创立于1943年的奉化县卫生院，1949年奉化县卫生院改为奉化县人民政府卫生院，1953年奉化公立医院并入奉化县卫生院，1956年更名为奉化县人民医院:754-755，1988年奉化撤县设市，更名为奉化市人民医院:6255，2016年奉化撤市设区，改为现名，为二级甲等医院，为奉化区人民医院医共体总院，浙江大学医学院附属第一医院协作医院，宁波大学医学院教学医院。